# 矢田貝猶治
矢田貝 猶治（やたがい ゆうじ、1880年〈明治13年〉 - 1921年〈大正10年〉）は、日本の会社役員、政治家、醸造家、素封家、鳥取県の大地主。矢田貝家3代目。中国貯蓄銀行取締役。米子信託監査役。鳥取県西伯郡会議員。大幡村会議員。大幡信用購買組合監事。

## 人物
鳥取県会見郡大幡村大字上細見（のち西伯郡岸本町大字上細見、現・西伯郡伯耆町大字上細見）出身。酒、醤油醸造業を営む。連合国傷病兵罹災者慰問会寄付者である。

## 家族
矢田貝家
- 父・平重（1851年 - 1904年、醸造家、大地主、中国貯蓄銀行取締役）[7][8]
- 長男・顕造（1905年 - 1992年、岸本町長） - 1985年に5代目の淑朗の住む東京に転居[2]。